# Ceccardo Franchi
Ceccardo Franchi (Carrara, XVIII secolo – Sanluri, 1823) è stato un artigiano italiano attivo prevalentemente in Sardegna nella prima metà del XIX secolo.

## Biografia
Originario di Carrara, Ceccardo Franchi si formò nell’ambiente toscano, all’interno della tradizione artigianale e artistica del marmo. Nel corso della sua carriera fu attivo in Sardegna, dove operò con altri importanti scultori e marmoristi, in particolar modo con il professore all'Accademia di belle arti di Carrara, Francesco Cucchiari.
Tra le sue opere più significative si ricordano gli altari marmorei realizzati per la chiesa di Nostra Signora delle Grazie a Sanluri. Qui morì nel 1823 durante i lavori al transetto della chiesa e fu sepolto nella cappella di San Sebastiano, dove una lapide commemorativa fu posta in sua memoria dal collega e amico Francesco Cucchiari

## Opere
- Altari in marmi policromi per la chiesa di Nostra Signora delle Grazie, Sanluri. Si ricorda in particolare la sua partecipazione alla realizzazione dell’altare della cappella di Sant’Antonio di N.S. delle Grazie di Sanluri, attribuzione condivisa con Giovanni Battista Spazzi, a cui fu commissionato nel 1791 e i cui lavori vennero eseguiti solo parzialmente e collocati nei cappelloni tre anni dopo. Franchi e Cucchiari vi rimisero mano nel primo ventennio dell'Ottocento, quando il canonico Don Pietro Sisternes, beneficiato della prebenda di Sanluri, affidò l'incarico ai due scultori carraresi. Alla morte del Franchi, nel 1823, il Cucchiari continuò l'opera portandola a termine nel 1828[3].